# Bengt Svanström
Bengt Erik Gustaf Svanström, född den 30 augusti 1914 i Lund, död den 9 augusti 1972 i Västerås, var en svensk ämbetsman.
Svanström avlade studentexamen i Göteborg 1933 och juris kandidatexamen vid Lunds universitet 1938. Han genomförde tingstjänstgöring i Frosta och Eslövs domsaga 1939–1942. Svanström blev extra länsnotarie vid länsstyrelsen i Malmöhus län 1942, extra ordinarie länsnotarie där 1945, länsassessor vid länsstyrelsen i Västerbottens län 53, förste länsassessor där 1961 (tillförordnad 1960), landssekreterare i Kopparbergs län 1965, i Västmanlands län 1967, länsråd och ställföreträdare för landshövdingen där 1971. Han blev riddare av Nordstjärneorden 1968 och kommendör av samma orden 1972. Svanström vilar i sin familjegrav på Norra kyrkogården i Lund.